# Vitalijus Trukšinas
Vitalijus Trukšinas (ryska: Виталий Яковлевич Трукшин: Vitalij Jakovlevitj Truksjin), född den 10 juli 1949 i Vilnius i Litauiska SSR i Sovjetunionen (nu Litauen), 
är en litauisk kanotist som tävlade för Sovjetunionen.
Han tog bland annat VM-guld i K-1 4 x 500 meter i samband med sprintvärldsmästerskapen i kanotsport 1973 i Tammerfors.